# Il pittore di battaglie
Il pittore di battaglie è un romanzo di Arturo Pérez-Reverte pubblicato nel 2006 in Spagna ed edito in Italia da Marco Tropea Editore l'anno successivo, nella traduzione di Roberta Bovaia.

## Personaggi
Faulques, ex fotografo di guerra, vive solo in un'antica torre di guardia sul Mediterraneo, dove dipinge un murale in cui raffigura tutti conflitti della storia, dall'assedio di Troia al XXI secolo, ispirandosi a grandi pittori del passato. Attraverso la complessa geometria del caos del XXI secolo arte, scienza, guerra, amore, lucidità e solidarietà si fondono in un vasto murale di un mondo morente.
Olvido Ferrara è la compagna di Faulques, ex modella ed ex fotografa per riviste di arredamento, che sceglie di seguire Faulques nelle guerre che egli ritrae. Olvido è una grande appassionata d'arte, e paragona spesso gli atti bellici alle opere di artisti famosi, specialmente contemporanei.
Ivo Markovic è un ex soldato della guerra nei Balcani, fotografato da Faulques mentre marciava. La sua foto viene pubblicata su tutte le riviste del mondo e questo determina la rovina di Markovic: riconosciuto dai nemici, viene fatto prigioniero, mentre sua moglie e suo figlio vengono uccisi.
Carmen Elksen, guida turistica, passa tutte le mattine sotto la casa di Faulques a bordo di un battello, parlando in un megafono attraverso il quale dichiara ai turisti che nella torre, chiusa al pubblico, vive un noto pittore. Invitata da Faulques, Carmen visita la torre ed ammira il murale che il pittore di battaglie sta ultimando.

## Trama
Faulques, celebre reporter, dopo trent'anni passati nei campi di battaglia di tutto il mondo si è ritirato in una torre su una scogliera, dove dipinge un grande murale in cui figurano tutte le guerre della storia. Nella mente del pittore affiorano continuamente ricordi della donna amata, Olvido, morta nella guerra dei Balcani calpestando una mina antiuomo.
Un giorno si presenta alla porta di Faulques uno sconosciuto: è Ivo Markovic, un militare croato che Faulques aveva incontrato per pochi istanti diversi anni prima, e al quale aveva rovinato la vita ritraendolo. Markovic, dopo essersi fatto riconoscere da Faulques, si intrattiene a conversare con lui, per poi spiegare al suo interlocutore di averlo raggiunto per ucciderlo. Markovic lo avvisa di non volerlo ammazzare subito perché desidera prima confrontarsi con Faulques. Comincia così una serie di visite nelle quali i ricordi e i racconti dei due uomini si intrecciano, nel tentativo di capire, dalle loro storie, i motivi della guerra e della crudeltà umana. Durante i loro incontri, Faulques continua a dipingere, temendo di lasciare incompiuto il proprio lavoro.
Il finale si svolge fuori dalla casa di Faulques, prima dell'alba: il pittore, ormai sicuro di morire, attende che Ivo lo colpisca, ma con suo stupore si accorge che il croato è andato via, lasciandolo vivere. Una vendetta nei confronti di Faulques è inutile: sia il fotografo sia il soldato hanno perso la donna che amavano nella stessa guerra.

## Stile
Il romanzo si svolge per gran parte all'interno della torre in cui Faulques vive, con due soli personaggi. Prevale il flashback, e spesso i dialoghi dei personaggi vengono riportati dal narratore, senza virgolette. Olvido rivive grazie al ricordo di Faulques, che ripercorre tutte le tappe del loro amore e della sua vita con lei. 
L'autore descrive dettagliatamente sia i procedimenti della fotografia sia quelli della pittura. Inoltre lungo il romanzo vengono citati grandi artisti quali Hieronymus Bosch, Goya, Bruegel, Paolo Uccello, Picasso, Robert Capa e Jackson Pollock, tra gli altri.
Il personaggio di Faulques può essere visto come un alter ego di Pérez-Reverte, anch'egli inviato per molti anni in zone di guerra.

## Edizioni
- Arturo Pérez-Reverte, Il pittore di battaglie, traduzione di Roberta Bovaia, Marco Tropea Editore, 2007,  pp. 284, cap. 19, ISBN 978-88-558-0014-3.